# Округ Плимут (Масачусетс)
Округ Плимут (енгл. Plymouth County) је округ у америчкој савезној држави Масачусетс.

## Демографија
По попису из 2010. године број становника је 494.919, што је 22.097 (4,7%) становника више него 2000. године.
| Група             | 2000.           | 2010.           |
| Белци             | 414.110 (87,6%) | 415.341 (83,9%) |
| Афроамериканци    | 21.573 (4,6%)   | 35.608 (7,2%)   |
| Азијати           | 4.352 (0,9%)    | 5.974 (1,2%)    |
| Хиспаноамериканци | 11.537 (2,4%)   | 15.619 (3,2%)   |
| Укупно            | 472.822         | 494.919         |